# قطعنامه ۶۳۶ شورای امنیت
قطعنامه  ۶۳۶ شورای امنیت سازمان ملل متحد که در تاریخ ۰۶ جولای ۱۹۸۹ تصویب شد، سندی بین‌المللی دربارهٔ سرزمین‌های اشغالی توسط اسرائیل است. این قطعنامه طی نشست ۲۸۷۰ام با ۱۴ رای موافق، ۰ مخالف و ۱ ممتنع تصویب شد.